# Pseudomalacoceros cantabra
Pseudomalacoceros cantabra är en ringmaskart som först beskrevs av Rioja 1918.  Pseudomalacoceros cantabra ingår i släktet Pseudomalacoceros och familjen Spionidae. Inga underarter finns listade i Catalogue of Life.